# Наутилус (торговый центр)
Торговый центр «Наутилус» — московский торговый центр, построенный в 1998—1999 годах по проекту архитектора Алексея Воронцова, характерный пример лужковского стиля в архитектуре. Здание расположено в Тверском районе Центрального административного округа по адресу Никольская улица, 25.

## История
Исторически на месте современного торгового центра находилась Часовня Пантелеимона Целителя, возведённая в 1881—1883 годах для списка иконы Божией Матери «Скоропослушницы» и других святынь, переданных в Москву из монастыря Святого Пантелеимона на Афоне в 1886 году. Часовня была построена на земле, переданной монастырю почётным гражданином Иваном Сушкиным, по проекту архитектора Александра Каминского. Часовня работала до 1932 года и в 1934 году была снесена вместе с Китайгородской стеной, церковью Троицы Живоначальной в Полях и храмом Владимирской Божией Матери.
На месте снесённой часовни остался пустырь, который постепенно превратился в небольшой сквер со скамейками. К пустырю от здания Московского печатного двора в 1934 году был перенесён памятник Ивану Фёдорову, издателю первой точно датированной книги в Русском царстве. Пустырь сохранился до 1990-х годов, и многие горожане предлагали отказаться от его застройки, чтобы впоследствии восстановить разрушенную часовню. Но в 1997—1998 годах памятник Фёдорову сдвинули к гостинице «Метрополь», а на пустыре был возведён торговый центр по проекту Алексея Воронцова — заместителя главного архитектора Москвы и, по утверждению блогера, урбаниста и основателя фонда «Городские проекты» Ильи Варламова, друга Юрия Лужкова.

## Архитектура
6-этажный «Наутилус» стал объектом критики в профессиональной среде сразу после открытия. Хотя в годы строительства Воронцов был заместителем председателя Комитета по архитектуре и градостроительству Москвы (ведомства, которое ратует за сохранение исторической градостроительной среды), здание оказалось инородно окружающей застройке. На Лубянскую площадь здание вышло округлой башней-эркером и своеобразным капитанским мостиком из массивных металлических конструкций на крупных болтах; просторным аркадам «Детского мира» торговый центр «вторит» перерубленными пополам остеклёнными арками, над которыми нависает массивный остеклённый эркер с эскалаторами внутри.
По оценке архитектурного критика Григория Ревзина, здание «Наутилуса» издевается над окружающими постройками и нарушает все архитектурные принципы: «всё, что в доме должно быть прямым, сделано косо, всё, что ровным — выпирает, что непрерывным — разорвано». Помимо «мостика», к морской тематике в архитектуре торгового центра отсылают окна в форме иллюминаторов или парусов корабля, а напоминанием о русском модерне, отражающем дореволюционное благополучие и экономический рост Китай-города, служит мозаичный декор на фасаде. Здание «Наутилуса» стало примером лужковского стиля в архитектуре, для которого характерны заимствования из других архитектурных стилей, украшательство и имитация «настоящих» материалов.
В 2012 году РИА «Новости» включило «Наутилус» в десятку самых уродливых зданий Москвы. В 2014 году несколько приглашённых «Газетой.ru» архитекторов назвали «Наутилус» главным претендентом на статус самого неудачного с точки зрения архитектуры здания России. В 2016 году приглашённые Russia Today Илья Варламов и архитектор Илья Семёнов сошлись в оценке «Наутилуса» как здания, которое портит облик центра города. Сам Варламов в своём перечне самых уродливых сооружений столицы ранее называл торговый центр «первым кандидатом на снос».
В ноябре 2017 года по инициативе Славянского фонда России на фасаде «Наутилуса» была установлена доска в память об утраченной в советские годы часовне Пантелеимона Целителя у Владимирских ворот.

## Арендаторы
Расположение «Наутилуса» в престижном деловом районе определило характер арендаторов. В торговом центре расположились около 40 бутиков одежды и обуви, косметики и парфюмерии, ювелирных украшений и бижутерии, мехов и постельного белья, сувениров и детских товаров. Также в здании есть мебельный магазин, салон красоты и парикмахерская, солярий, отделение банка, кафетерии и рестораны.

## Собственник
В 2010—2012 годах в рамках расследования дела о мошенничестве в особо крупном размере в отношении бывшего президента Банка Москвы Андрея Бородина и его первого заместителя Дмитрия Акулинина правоохранительные органы пришли к выводу, что обвиняемые являются конечными бенефициарами «Наутилуса» и торгового центра «Весна» на Новом Арбате, 25. Решением Тверского районного суда на здания был наложен арест. В 2013 году российский Forbes оценил «Наутилус» в 60 миллионов долларов и включил его в рейтинг самой дорогой недвижимой собственности в центре Москвы.